# 東漢普夏 (英國國會選區)
東漢普夏（英語：East Hampshire），英國國會一郡選區，位於英格蘭東南部漢普夏東部，包括漢普郡東的絕大部份地區。
本區始設於1983年，一直是保守黨的根據地。在2010年大選中達米安·海因斯以56.8%選票勝出該區首度當選，繼承了邁克爾·梅迪斯的議席。